# Röda Kvarn, Halmstad

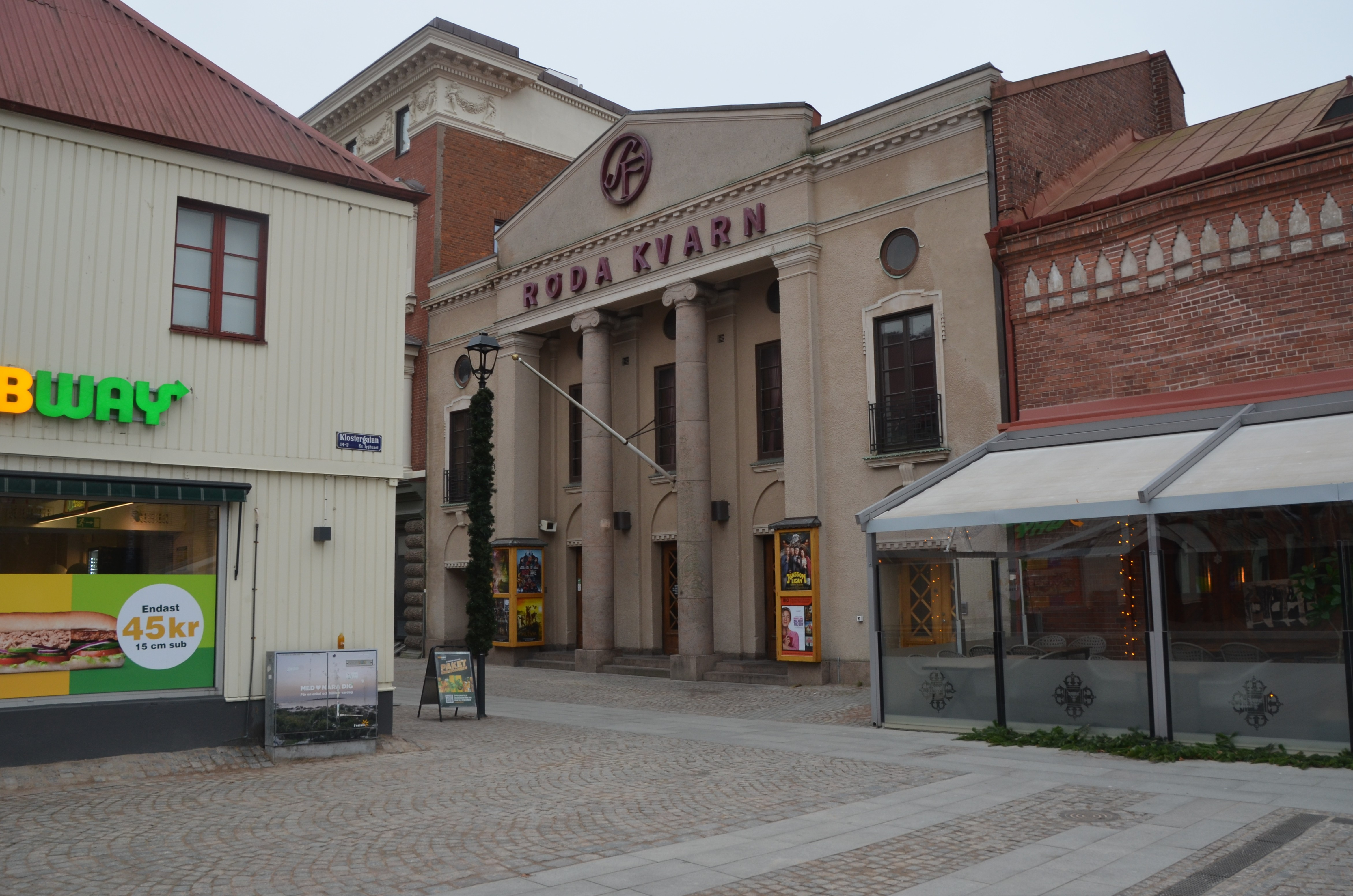
Röda Kvarn

Röda Kvarn är en biograf i Halmstad, som invigdes februari 1926 som ett svar av SF på filmbolaget Palladiums Gröna Kvarn, invigd 1925. August Svensson (1886–1935) var arkitekt. Biografen blev byggnadsminne 1994. Initiativet till att byggnadsminnesförklara den kom från Peter Wahlbeck.
Biografen hade ursprungligen 500 sittplatser. Den har idag fem salonger och är Halmstads enda biograf. År 1954 hade staden sju biografer: Röda Kvarn, Skandia, Saga, China, Royal, Palladium och Figaro.
| ”                                                    | Det är ställt utom allt tvivel att Röda Kvarn i Halmstad har den mest anslående, imposanta fasaden av alla existerande biografer i Sverige. | „ |
| – Riksantikvarieämbetets biografexpert Kjell Furberg | |   |